# Campionato CONCACAF 1981
Il Campionato CONCACAF 1981 è stata l'8ª edizione di questo torneo di calcio continentale per squadre nazionali maggiori maschili organizzato dalla CONCACAF.
Il torneo, valevole anche come qualificazione ai Mondiali per la zona CONCACAF, si è disputato in Honduras dal 1º novembre al 22 novembre 1981 allo Stadio Tiburcio Carías Andino di Tegucigalpa. Le sei squadre partecipanti disputarono un girone all'italiana. Il trofeo fu vinto dall'Honduras padrone di casa, che vinse il suo primo titolo e si qualificò alla Coppa del Mondo FIFA 1982. Si qualificò ai Mondiali anche la seconda classificata, El Salvador, che approfittò del pareggio all'ultima giornata per 0-0 tra Messico e Honduras per superare in classifica i messicani che vennero così eliminati.

## Formula
- Qualificazioni

15 membri CONCACAF: 6 posti disponibili per la fase finale. Nessuna squadra è qualificata direttamente alla fase finale. Le squadre e i posti disponibili sono suddivisi in due zone di qualificazione: Nord America (2 posti), Centro America (2 posti), Caraibi (2 posti).
Zona Nord America: 3 squadre, giocano partite di andata e ritorno, le prime due classificate si qualificano alla fase finale.
Zona Centro America: 5 squadre, giocano partite di andata e ritorno, le prime due classificate si qualificano alla fase finale.
Zona Caraibi - due turni di qualificazione:
Primo turno - 2 squadre, giocano partite di andata e ritorno, la vincente accede al secondo turno
Secondo turno - 6 squadre, divise in due gruppi di tre squadre, giocano partite di sola andata, le prime classificate accedono al secondo turno.
- Fase finale

Girone unico - 6 squadre: giocano partite di sola andata. La prima classificata si laurea campione CONCACAF e si qualifica al Campionato mondiale di calcio 1982.

## Squadre partecipanti
| Pr. | Squadra     | Data di qualificazione certa | Partecipante in quanto                                                       | Partecipazioni precedenti al torneo          | Ultima presenza        |
| --- | ----------- | ---------------------------- | ---------------------------------------------------------------------------- | -------------------------------------------- | ---------------------- |
| 1   | Canada      | 16 novembre 1980             | 1º classificato della Zona Nord America della fase di qualificazione         | 1 (1977)                                     | Messico 1977           |
| 2   | Messico     | 16 novembre 1980             | 2º classificato della Zona Nord America della fase di qualificazione         | 7 (1963, 1965, 1967, 1969, 1971, 1973, 1977) | Messico 1977           |
| 3   | Cuba        | 30 novembre 1980             | 1º classificato del Gruppo 1 della Zona Caraibi della fase di qualificazione | 1 (1971)                                     | Trinidad e Tobago 1971 |
| 4   | Haiti       | 12 dicembre 1980             | 1º classificato del Gruppo 2 della Zona Caraibi della fase di qualificazione | 5 (1963, 1965, 1969, 1973, 1977)             | Messico 1977           |
| 5   | Honduras    | 14 dicembre 1980             | 1º classificato della Zona Centro America della fase di qualificazione       | 4 (1963, 1967, 1971, 1973)                   | Haiti 1973             |
| 6   | El Salvador | 21 dicembre 1980             | 2º classificato della Zona Centro America della fase di qualificazione       | 3 (1963, 1965, 1977)                         | Messico 1977           |

Nella sezione "partecipazioni precedenti al torneo", le date in grassetto indicano che la nazione ha vinto quella edizione del torneo, mentre le date in corsivo indicano la nazione ospitante.

## Stadi
| Tegucigalpa                   | Tegucigalpa |
| Stadio Tiburcio Carías Andino | Tegucigalpa |
| Capienza: 35.000              | Tegucigalpa |
|                               | Tegucigalpa |

## Fase finale

### Girone unico

#### Classifica
| Pos | Squadra     | P.ti | G | V | N | P | GF | GS | DR |
| --- | ----------- | ---- | - | - | - | - | -- | -- | -- |
| 1   | Honduras    | 8    | 5 | 3 | 2 | 0 | 8  | 1  | +7 |
| 2   | El Salvador | 6    | 5 | 2 | 2 | 1 | 2  | 1  | +1 |
| 3   | Messico     | 5    | 5 | 1 | 3 | 1 | 6  | 3  | +3 |
| 4   | Canada      | 5    | 5 | 1 | 3 | 1 | 6  | 6  | 0  |
| 5   | Cuba        | 4    | 5 | 1 | 2 | 2 | 4  | 8  | -4 |
| 6   | Haiti       | 2    | 5 | 0 | 2 | 3 | 2  | 9  | -7 |

#### Risultati
| Tegucigalpa 1 novembre 1981 | Messico | 4 – 0 | Cuba | Stadio Tiburcio Carías Andino |

| Tegucigalpa 2 novembre 1981 | Canada | 1 – 0 | El Salvador | Stadio Tiburcio Carías Andino |

| Tegucigalpa 3 novembre 1981 | Honduras | 4 – 0 | Haiti | Stadio Tiburcio Carías Andino |

| Tegucigalpa 6 novembre 1981 | Haiti | 1 – 1 | Canada | Stadio Tiburcio Carías Andino |

| Tegucigalpa 6 novembre 1981 | Messico | 0 – 1 | El Salvador | Stadio Tiburcio Carías Andino |

| Tegucigalpa 8 novembre 1981 | Honduras | 2 – 0 | Cuba | Stadio Tiburcio Carías Andino |

| Tegucigalpa 11 novembre 1981 | El Salvador | 0 – 0 | Cuba | Stadio Tiburcio Carías Andino |

| Tegucigalpa 11 novembre 1981 | Messico | 1 – 1 | Haiti | Stadio Tiburcio Carías Andino |

| Tegucigalpa 12 novembre 1981 | Honduras | 2 – 1 | Canada | Stadio Tiburcio Carías Andino |

| Tegucigalpa 15 novembre 1981 | Haiti | 0 – 2 | Cuba | Stadio Tiburcio Carías Andino |

| Tegucigalpa 15 novembre 1981 | Messico | 1 – 1 | Canada | Stadio Tiburcio Carías Andino |

| Tegucigalpa 16 novembre 1981 | Honduras | 0 – 0 | El Salvador | Stadio Tiburcio Carías Andino |

| Tegucigalpa 19 novembre 1981 | Haiti | 0 – 1 | El Salvador | Stadio Tiburcio Carías Andino |

| Tegucigalpa 21 novembre 1981 | Cuba | 2 – 2 | Canada | Stadio Tiburcio Carías Andino |

| Tegucigalpa 22 novembre 1981 | Honduras | 0 – 0 | Messico | Stadio Tiburcio Carías Andino |

## Statistiche

### Classifica marcatori
3 reti
- Hugo Sánchez

2 reti
- Ian Bridge
- Mike Stojanović
- Ramón Núñez Armas
- David Buezo
- José Roberto Figueroa
- Ricardo Castro

1 rete
- Bob Iarusci
- Wes McLeod
- Jorge Luis Rodríguez
- Ever Hernández
- Norberto Huezo
- Daniel Cadet
- Gerald Romulas
- Anthony Costly
- Carlos Orlando Caballero
- Eduardo Laing
- Jorge Elvir Urquia
- Manuel Manzo

Autoreti
- Frantz Mathieu (contro Cuba)